# College Football Playoff
College Football Playoff – rozgrywany co rok turniej NCAA Division I Football Bowl Subdivision, najwyższej klasy rozgrywkowej futbolu akademickiego w Stanach Zjednoczonych. W turnieju tym, rozgrywanym od 2015, wyłaniany jest akademicki mistrz kraju. Meczem finałowym jest College Football Playoff National Championship.
CFP stanowi pierwszy przypadek kiedy mistrz NCAA w football jest wyłaniany w systemie drabinkowym.

## System rozgrywek
Turniej ten zastąpił rozgrywany od 1998 system Bowl Championship Series. Do College Football Playoff kwalifikują się cztery zespoły, które po zakończeniu sezonu regularnego zostają wybrane przez komitet składający się z 13 osób, na podstawie rankingu stworzonego przez ów komitet.
Półfinały odbywają się w sylwestra lub w Nowy Rok. Lider rankingu podejmuje drużynę rozstawioną z numerem czwartym. Druga i trzecia drużyna rankingu grają w drugim półfinale. Mecz o mistrzostwo zwany College Football Playoff National Championship rozgrywany jest w najbliższy poniedziałek, który występuje co najmniej 6 dni po półfinałach.

## Wyniki
| Sezon | Data             | Zwycięzca            | Wynik      | Finalista                 |
| ----- | ---------------- | -------------------- | ---------- | ------------------------- |
| 2014  | 12 stycznia 2015 | Ohio State Buckeyes  | 42-20      | Oregon Ducks              |
| 2015  | 11 stycznia 2016 | Alabama Crimson Tide | 45-40      | Clemson Tigers            |
| 2016  | 9 stycznia 2017  | Clemson Tigers       | 35-31      | Alabama Crimson Tide      |
| 2017  | 8 stycznia 2018  | Alabama Crimson Tide | 26-23 (OT) | Georgia Bulldogs          |
| 2018  | 7 stycznia 2019  | Clemson Tigers       | 44-16      | Alabama Crimson Tide      |
| 2019  | 13 stycznia 2020 | LSU Tigers           | 42-25      | Clemson Tigers            |
| 2020  | 11 stycznia 2021 | Alabama Crimson Tide | 52-24      | Ohio State Buckeyes       |
| 2021  | 10 stycznia 2022 | Georgia Bulldogs     | 33-18      | Alabama Crimson Tide      |
| 2022  | 9 stycznia 2023  | Georgia Bulldogs     | 65-7       | TCU Horned Frogs          |
| 2023  | 8 stycznia 2024  | Michigan Wolverines  | 34-13      | Washington Huskies        |
| 2024  | 20 stycznia 2025 | Ohio State Buckeyes  | 34-23      | Notre Dame Fighting Irish |